# Liste der Biografien/Fer
Liste der Biografien |
Portal Biografien |
Personensuche
# |
A |
B |
C |
D |
E |
F |
G |
H |
I |
J |
K |
L |
M |
N |
O |
P |
Q |
R |
S |
T |
U |
V |
W |
X |
Y |
Z |
?
 
Fa |
Fe |
Ff |
Fh |
Fi |
Fj |
Fk |
Fl |
Fm |
Fn |
Fo |
Fr |
Ft |
Fu |
Fy
 
Fea |
Feb |
Fec |
Fed |
Fee |
Fef |
Feg |
Feh |
Fei |
Fej |
Fek |
Fel |
Fem |
Fen |
Feo |
Fer |
Fes |
Fet |
Feu |
Fev |
Few |
Fey |
Fez
 
Fera |
Ferb |
Ferc |
Ferd |
Fere |
Ferf |
Ferg |
Ferh |
Feri |
Ferj |
Ferk |
Ferl |
Ferm |
Fern |
Fero |
Ferr |
Fers |
Fert |
Feru |
Ferv |
Ferw |
Fery |
Ferz
Die Liste der Biografien führt alle Personen auf, die in der deutschsprachigen Wikipedia einen Artikel haben. Dieses ist eine Teilliste mit 5 Einträgen von Personen, deren Namen mit den Buchstaben „Fer“ beginnt.

## Fer
- Fer, Donat (1836–1912), Schweizer Politiker (liberal/radikal) und Uhrenfabrikant
- Fer, Émilie (* 1983), französische Wildwasser-Kanutin, Olympiasiegerin Kanuslalom
- Fer, Gwendolen (* 1986), französische Vielseitigkeitsreiterin, Leiterin eines Reitstalls und Ausbilderin
- Fer, Leroy (* 1990), niederländischer Fußballspieler
- Fer, Nicolas de (1646–1720), französischer Kartograf und Verleger